# Prádanos del Tozo
Prádanos del Tozo es una localidad del ayuntamiento de Basconcillos del Tozo en la comarca de Páramos, provincia de Burgos (comunidad autónoma de Castilla y León, España).
- Red viaria y red de Carreteras

El acceso rodado desde el exterior al municipio se realiza desde una carretera local BU-V-6026 conectada con la nacional N-627. La comunicación es regular-buena.
Las calles del pueblo están en su mayoría pavimentadas, aunque carecen de encintado de aceras.
La distancia de Prádanos a Basconcillos es de 3 km . 

## Datos generales
Actualmente consta de solo un habitante, llamada Petra. Situado 4 km al este de la capital del municipio, Basconcillos, cerca de la carretera N-627 sobre la Lora que separa las cuencas de los ríos Úrbel y Rudrón, cerca de Trashaedo del Tozo .
Wikimapia/Coordenadas: 42° 41′ 49″ N 3° 57′ 22″ O
- Estructura Urbana

El núcleo de Prádanos se sitúa al norte de la carretera N-627, en una zona llana. Las calles se trazan siguiendo las curvas de nivel, se distribuye en dos barrios.
Son calles estrellas, manzanas compactas con edificaciones con patios, cercados por muros de piedra.
La trama urbana aparece muy consolidada.
Carece de espacios públicos abiertos. La iglesia se sitúa en el lado Norte del pueblo.
Por lo general las parcelas son pequeñas con frentes de fachada inferiores a 10 metros, y de gran fondo. 
- Economía

La estructura económica se fundamenta en la agricultura. Carece de actividad industrial.
Dentro de la agricultura, ésta se fundamenta en el cultivo de la patata, y en menor medida del secano, fundamentalmente trigo y cebada.
Existen infraestructuras de regadío para los cultivos de patata. En diferentes variedades de consumo y siembra.
Es está una de las pocas zonas productoras de España, pues en este caso, el fresco clima veraniego permite obtener un producto de calidad, exento de virosis y enfermedades degenerativas, tan frecuentes en la patata.

## Comarca delTozo

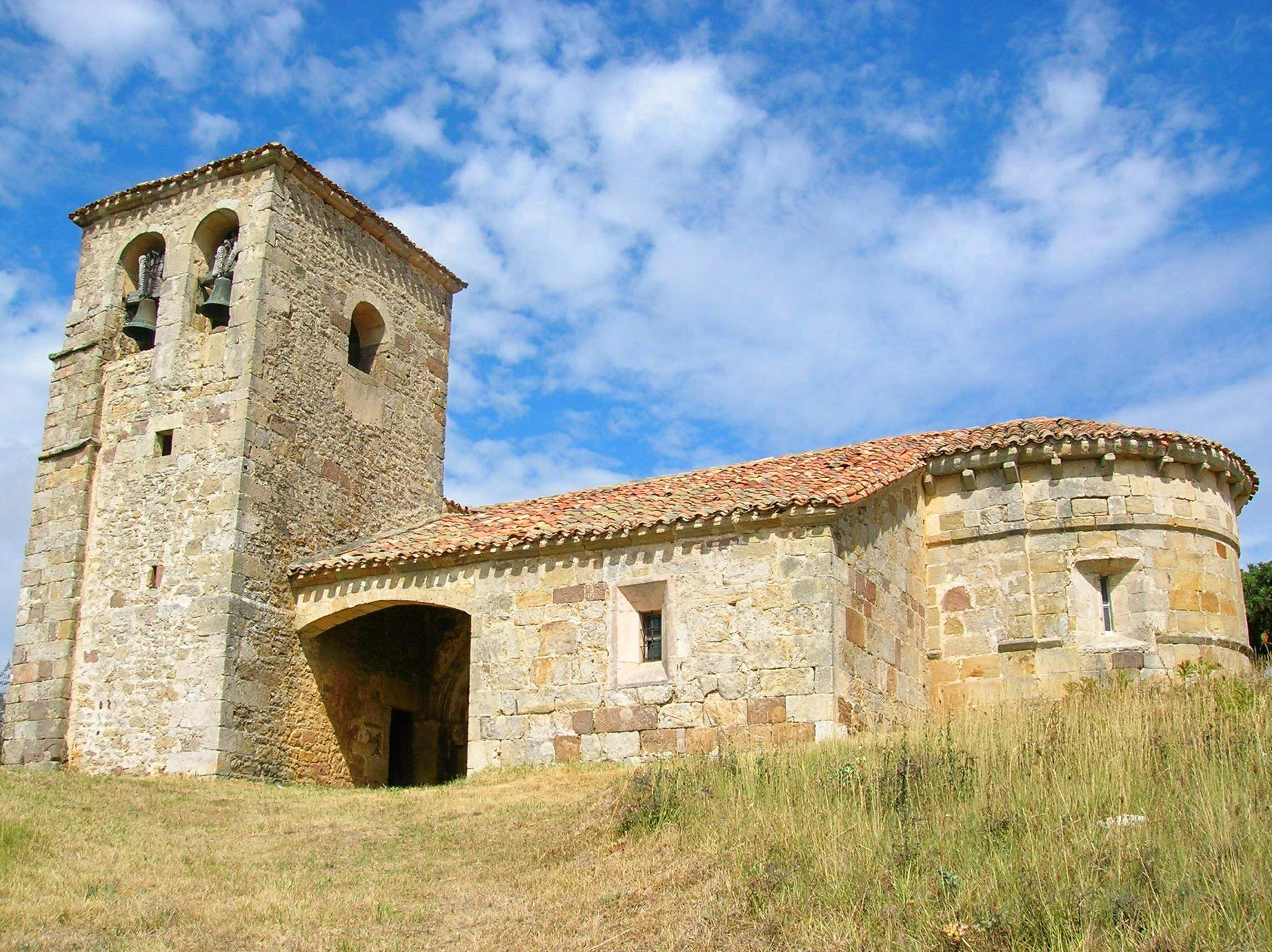
La iglesia de San Martín de Prádanos del Tozo.

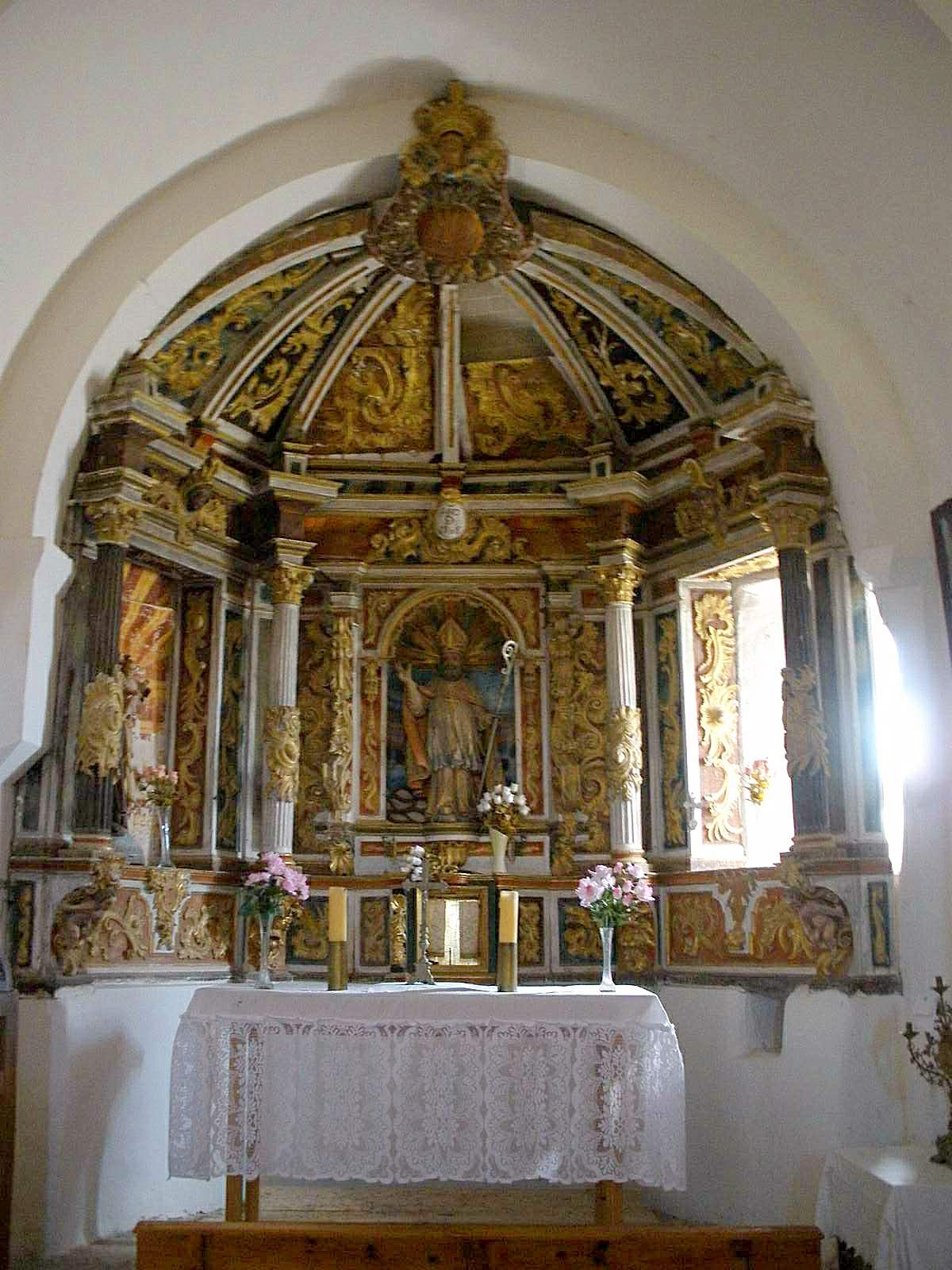
Retablo mayor de estilo rococó, fechado en 1805, de la iglesia de Prádanos del Tozo, dedicada a San Martín.

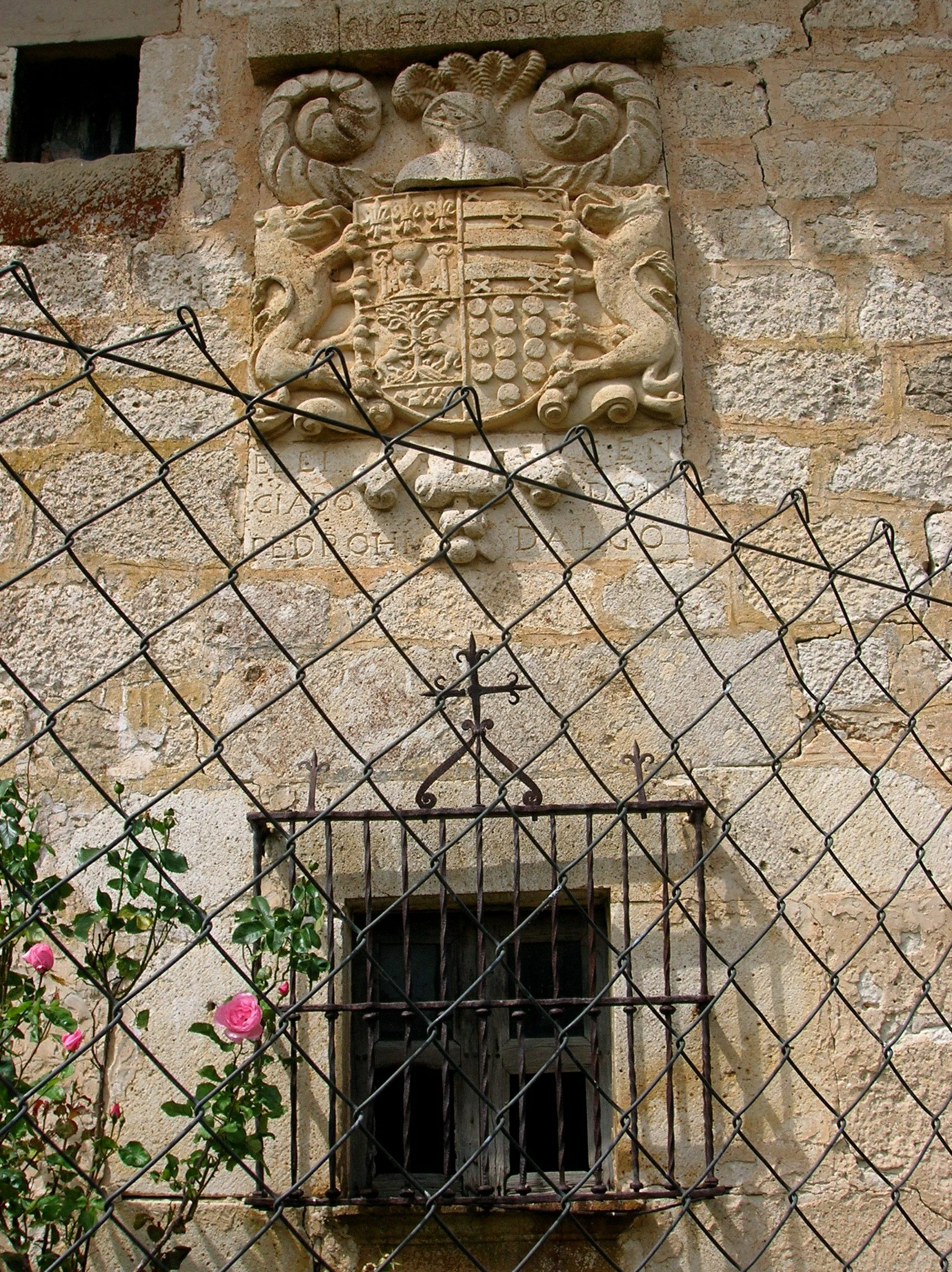
Escudo barroco y ventana enrejada de la casona en el barrio alto de Prádanos del Tozo. El escudo, en perfecto estado de conservación, muestra los blasones del licenciado Pedro Hidalgo (1689).

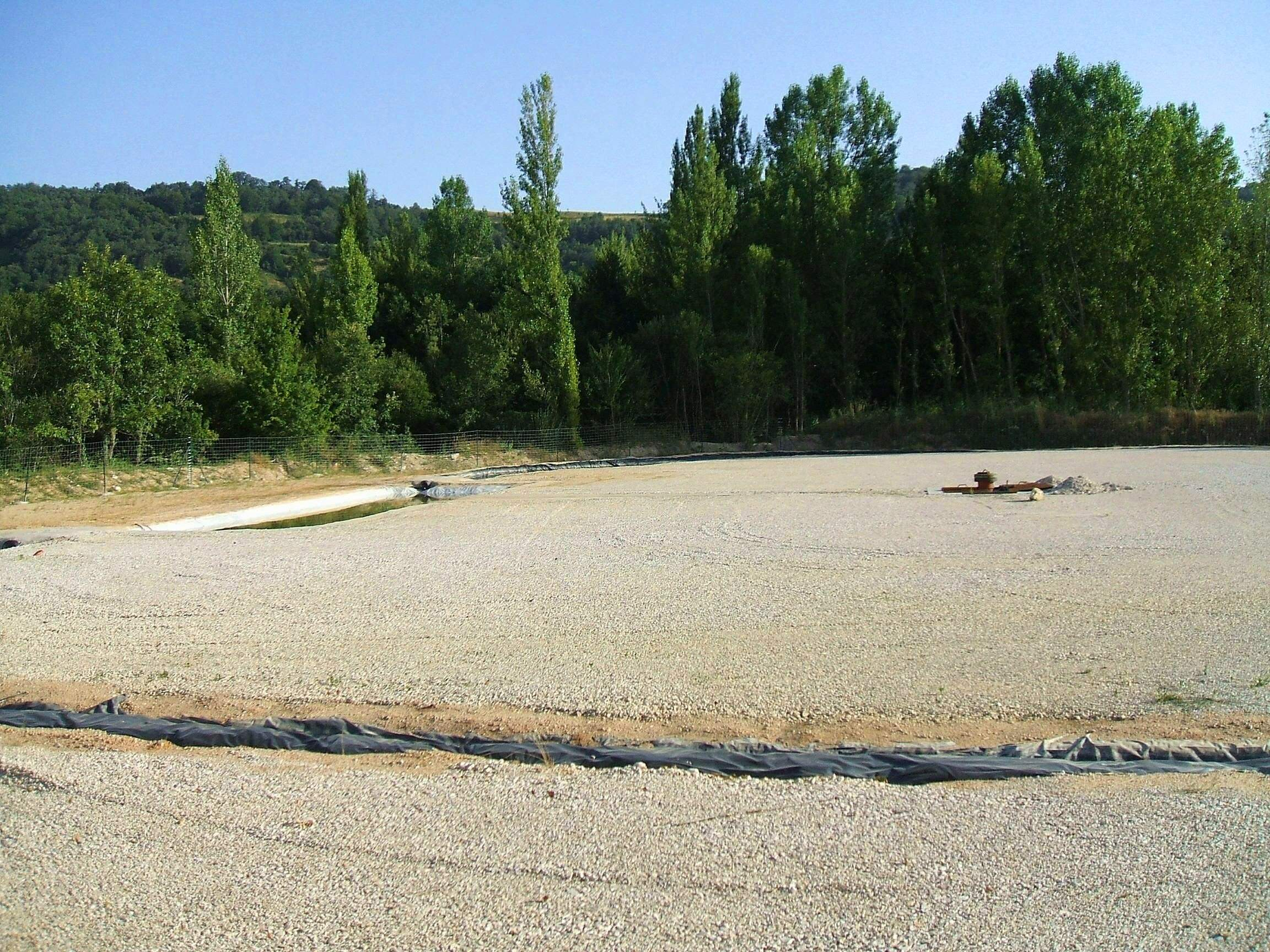
Recinto del antiguo pozo de extracción de petróleo, hoy clausurado, 'Tozo 1', en Prádanos del Tozo.

El Tozo es el apellido de una comarca administrativa ampliada por la fusión de los Ayuntamientos de Basconcillos del Tozo y La Piedra. Se encuentra a menos de 50 kilómetros de la capital burgalesa, ocupa una extensión 8.927 Hectáreas . Es una zona de transición a la montaña y ello se ve reflejado en el clima semi-húmedo y frío, con inviernos fríos, duros y largos, con abundancia de nieves y heladas, y veranos cortos y secos. Con grandes oscilaciones termométricas. La lluvia, bastante abundante, queda muy repartida estacionalmente, con la excepción de un periodo más seco de julio y agosto.
- Vía Pecuaria

En el término municipal de Basconcillos, existe una vía pecuaria denominada “Colada del Camino Real de Burgos a Aguilar”.
Esta vía pecuaria posee una anchura variable y una longitud dentro del término municipal de 17,5 km aproximadamente, siendo su dirección sudoeste-noroeste.
- Éxodo rural

Desde la década de los 60 la zona ha perdido cerca de 1000 habitantes. Esta despoblación en parte se debió a las malas condiciones agrícolas como consecuencia de la calidad y posibilidades de la tierra. Pero sobre todo se debió al afán de progresar de los jóvenes, que emigraban hacia los puntos de actividad industrial.

## Situación administrativa
Entidad Local Menor cuyo alcalde pedáneo es Luciano Alonso Manjón del Partido Popular.
- Mancomunidades: Páramos y Valles

Municipios: Basconcillos del Tozo, Sargentes de la Lora, Tubilla del Agua, Valle de Sedano
- Fines

1. Servicio de recogida de basuras y posterior tratamiento.
2. Servicios Sociales.

## Apellido
- "Prádanos”, es un apellido de toponimia menor.
- Cuando hablamos de "topónimos menores", lo estamos haciendo de espacios rurales, aldeas o pueblos...
- Total residentes en España con apellido "Prádanos" = 578
- Como primer apellido: 318
- Como segundo apellido: 260

## Zona Turística:Páramos / Sedano y Las Loras
- "Sedano y las Loras"

Municipios: Basconcillos del Tozo, Humada, Los Altos, Rebolledo de la Torre, Sargentes de la Lora, Tubilla del Agua, Úrbel del Castillo, Valle de Sedano y Valle de Valdelucio.

## Arquitectura Religiosa
- Monumentos Románicos más emblemáticos:

- Iglesia de San Julián y Santa Basilisa

Ubicación: REBOLLEDO DE LA TORRE (BURGOS)
Categoría: MONUMENTO  Archivado el 2 de diciembre de 2021 en Wayback Machine.
- Iglesia de San Esteban (Moradillo de Sedano)

Ubicación: MORADILLO DE SEDANO – VALLE DE SEDANO (BURGOS)
Categoría: MONUMENTO 
- Iglesia de San Esteban

Ubicación: BAÑUELOS DEL RUDRÓN – TUBILLA DEL AGUA (BURGOS)
Categoría: MONUMENTO
- Iglesia Santa María la Mayor

Ubicación: FUENTE URBEL
Categoría: EIC (Elementos de Interés Cultural de Carácter Local)

## Basconcillos del Tozo
TODO el Románico 
- Arcellares: iglesia de San Esteban Protomártir
- Barrio Panizares: iglesia de San Cristóbal
- Basconcillos del Tozo: iglesia de los Santos Cosme y San Damián
- Fuente Úrbel: iglesia de Santa María la Mayor
- Hoyos del Tozo: iglesia de la Santa Cruz
- La Piedra: iglesia de Santa María
- La Rad: iglesia de Santa Eulalia
- Prádanos del Tozo: iglesia de San Martín
- San Mamés de Abar: iglesia de San Mamés de Abad
- Santa Cruz del Tozo: iglesia de la Exaltación de la Santa Cruz
- Talamillo del Tozo: iglesia de Nuestra Señora de la Asunción

## Relevancia históricaPáramos
En el año 860, el rey Ordoño I manda al conde Rodrigo repoblar la vieja ciudad cántabra de Amaya (conquistada por Augusto, Leovigildo, Tarik y Alfonso I). Su hijo Diego Porcelos fundaría Burgos en 884 y desde entonces Castilla no pararía de extender sus territorios.
La creación de los alfoces, es de capital importancia para comprender esta expansión.
La misión primordial fue desde el principio militar, participando además en la hueste regia, cuando se les requería para hacer frente a las grandes acometidas del Islam. De esta manera contribuían a la normalización del régimen aldeano y la protección a escala local.
A partir de ese instante, las tensiones comenzaron a multiplicarse. Hacia el 910, los pioneros alcanzaron la línea del Arlanza y dos años después sentaron sus reales en el curso del Duero. El año 923 sellaron el portillo del Alto Ebro impidiendo la entrada de las razzias agarenas en la meseta superior.
El alfoz de Panizares, citado en 1190, incluía todo el valle de Valdelucio con un total de 19 pueblos: Trashaedo del Tozo, Prádanos del Tozo, San Mamés de Abar, Basconcillos del Tozo, Hoyos del Tozo, Arcellares, Pedrosa de Arcellares, Solanas, Corralejo, Barriolucio, La Riba, Quintanas, Llanillo, Mundilla, Villaescobedo, Fuencaliente, Paúl y Renedo de la Escalera; los DESPOBLADOS registrados en este alfoz alcanzan la cifra de 15. Los montes que limitaban por el sur a este alfoz muy bien pudieron constituir en los primeros momentos el límite meridional del primitivo baluarte de resistencia.

## Historia
Lugar que formaba parte de la Cuadrilla del Tozo en el Partido de Villadiego, uno de los catorce que formaban la Intendencia de Burgos, durante el periodo comprendido entre 1785 y 1833, en el Censo de Floridablanca de 1787, jurisdicción de señorío siendo su titular el duque de Frías, alcalde pedáneo.
Antiguo municipio de Castilla la Vieja en el partido de Villadiego código INE- 095098 
En el censo de la matrícula catastral contaba con 8 hogares y 22 vecinos.
Entre el censo de 1857 y el anterior, este municipio desaparece porque se integra en el municipio 09045 Basconcillos del Tozo
- Estadística Diocesana

Según la primera Estadística Diocesana realizada en el 1858, este era el número de almas que tenía cada pueblo: Arcellares, 81; Barrio Panizares 159; Basconcillos, 87; Fuente Úrbel, 110; Hoyos del Tozo, 108; La Piedra, 173; La Rad, 67; Prádanos del Tozo, 79; Santa Cruz, 155; San Mamés de Abar, 173; Trashaedo, 91 y Talamillo, 125. Todos estaban incorporados a la Vicaría de La Rad.

## SiglosXIX-XX
PRADANOS DEL TOZO: l. en la prov., dióc., aud., terr. y c. g. de Burgos (10 leg.). part. jud. de Villadiego (3) y ayunt. de Basconcillos del Tozo (1/2). SIT. en un valle á la marg. del río Rudrón donde le combaten todos los vientos, siendo su CLIMA bastante sano y las enfermedades más frecuentes los reumas y fiebres catarrales, tiene 20 CASAS de mediana construcción; una escuela de primeras letras concurrida por 12 alumnos sin más renta que la retribución de los mismos; una fuente, de que se surten los hab. para sus usos; una iglesia parroquial matriz (San Martín) servida por un cura y un sacristán, y un cementerio. Confina el TÉRM. N. Arcellares; E. Valdeajos y Barrio; S. Basconcillos. y O. San Mamés. Su TERRENO es estéril y en general secano; la pequeña parte que se riega debe este beneficio a las aguas del citado r. Rudrón que atraviesa por el térm. y va a confundirse con el Ebro; hay algunos prados naturales y arbolados de olmos y chopos. Los CAMINOS se hallan en regular estado y dirigen a los pueblos limítrofes. CORREOS: La correspondencia la reciben en la cap. del part. los mismos interesados. PROD. trigo, cebada, centeno y pocas legumbres; ganado lanar y vacuno; caza de perdices, y pesca algunas truchas y cangrejos, IND.: la agrícola y un molino harinero. POBL.,: 16 vec. 60 alm. CAP. PROD.: 82.240 rs. IMP.: 7,954. CONTR.:953 rs. 9mrs.
Diccionario geográfico-estadístico de España y sus posesiones de Ultramar, Pascual Madoz. Madrid, 1845

## Parroquia
Románica (enlace roto disponible en Internet Archive; véase el historial, la primera versión y la última).
- Párroco: José Valdavida Lobo

Elementos protegidos de interés cultural
- Iglesia parroquial
- Casona I
- Lavadero
- Fuente